# 埃克賽爾冰原島峰
埃克賽爾冰原島峰（英語：Exile Nunatak）是南極洲的冰原島峰，位於亞歷山大一世島中西部，處於韓德爾山麓冰川西北部，根據美國探險隊拍攝的空中照片繪入地圖，現時由南極條約體系管理。